# Dansa de la Mort de Verges
La dansa de la Mort és una representació dins els actes de la processó tradicional de Dijous Sant a Verges. És un gènere de dansa basat en la dansa de la Mort que en l'època medieval era comú en tota l'Europa occidental. Es tracta d'una dansa de cinc esquelets que salten al so d'un tabal.
Actualment, aquesta festivitat de caràcter religiós, juntament amb el conjunt de la processó, està declarada Festa tradicional d'interès nacional. Tot i que és una part més de l'escenificació de la Passió de Jesucrist pels carrers i places del poble, ha assolit fama internacional, com a quadre únic i ancestral, herència de les danses macabres de l'edat mitjana catalana i europea. A Verges, es va recuperar al segle xvii., concretament el 1666. Es creu que la incardinació en l'interior de la desfilada passionística ha permès la continuïtat de la dansa, un cas únic de pervivència i vitalitat.
A Catalunya, hi ha notícia d'altres danses de la mort també, avui desaparegudes. Entre aquestes, cal mencionar les de Ripoll, Beget, Sant Feliu de Pallerols, les Planes d'Hostoles, Cadaqués, Perpinyà i també a Rupià, lloc on va desaparèixer el 1935.

## Contingut[4]
Al capdavant, el conductor del ball, que regeix la dansa i orienta i obre camí als dansaires, va caracteritzat amb la dalla, eina agrícola que amb el seu moviment evoca el fet de tallar vides humanes, tal com correspon a la Parca. Ho ratifica la llegenda inscrita en el mànec de l'instrument: «Nemini parco» ('no perdono ningú'), un dels emblemes típics de les estampes barroques de recordatori de la mort. És el capdanser, que avança traçant una rotació completa sobre el seu eix a cada salt, abraçant tot l'espai del seu entorn i fent el gest simbòlic de segar amb la fulla de l'instrument. Aquest moviment subratlla la idea de la mort que abasta tota la humanitat, aquí encarnada pels assistents, situats a banda i banda dels carrers per on deambulen els balladors: el públic es converteix, així, en coprotagonista involuntari però imprescindible de la comparsa.
Al centre de la creu coreogràfica se situa el portaestendard, que enarbora una banderola negra amb una calavera i dues tíbies creuades, vorejada per la inscripció «Lo Temps és breu» en una de les cares i novament «Nemini parco» en l'altra. El banderer és com el portaveu de la Mort (la Dalla), l'un i l'altre els únics adults del ball. A banda de la funció visual de centrar la dansa, l'oriflama s'afigura com el penó de la victòria en un triomf de la mort que contrasta, antagònic, amb la vexil·la blanca del Crist ressuscitat tres dies després. Els laterals de la creu coreogràfica són ocupats per dos petits esquelets portadors de sengles platets amb cendra, objectes que donen nom als personatges, els més joves de la comparsa. La cendra és símbol de purificació i designa el caràcter efímer de la vida terrenal, que, com a matèria condemnada a desintegrar-se fins a esdevenir pols, és indefectiblement moridora. També simbolitza la humilitat, el dol i el penediment, alhora que l'esperança en una nova vida, a imatge de l'au fènix que reneix de les cendres.
A cada salt, els dansaires assenyalen amb l'índex el contingut dels bols com a recordatori d'admonició sobre el caràcter efímer humà, tot i que el públic forà, cada vegada més nombrós i desconeixedor del significat primigeni, hi posa monedes com si demanessin almoina. Tancant la creu, a l'extrem posterior, un altre esquelet nen mostra un rellotge sense busques que expressa la imprevisibilitat de la mort; per això, a cada pas de dansa, assenyala amb el dit una hora diferent, de manera aleatòria. Escorten el grup cinc personatges en hàbits negres: al centre, el timbaler, que modula el ritme de la dansa amb repics secs d'un rudimentari tambor, únic acompanyament instrumental de la sinistra comparsa; el segueixen quatre portadors de torxes d'introducció contemporània.